# Jądro (teoria kategorii)
Pojęcie, którego szczególnymi przypadkami są: jądro homomorfizmu grup, jądro homomorfizmu pierścieni, modułów itp.

## Jądro morfizmu

Ilustracja definicji jądra morfizmu

Niech {\displaystyle {\mathfrak {K}}} będzie kategorią z morfizmami zerowymi.
Morfizm {\displaystyle \mu \colon K\to A} nazywamy jądrem morfizmu {\displaystyle \alpha \colon A\to B,} jeśli:
- {\displaystyle \alpha \mu =0}
- dla każdego morfizmu {\displaystyle \varphi \colon H\to A,} takiego że {\displaystyle \alpha \varphi =0} istnieje taki, jednoznacznie wyznaczony, morfizm {\displaystyle \psi \colon H\to K,} że {\displaystyle \varphi =\mu \psi .}

Jądro morfizmu {\displaystyle \alpha } oznaczane jest przez {\displaystyle \ker \alpha .}
Jeśli {\displaystyle \mu =\ker \alpha } i {\displaystyle \mu '=\ker \alpha ,} to istnieje taki, jednoznacznie wyznaczony izomorfizm {\displaystyle \xi ,} że {\displaystyle \mu '=\mu \xi .} Na odwrót, jeśli {\displaystyle \mu =\ker \alpha } i {\displaystyle \xi } jest izomorfizmem, to morfizm {\displaystyle \mu '=\mu \xi } jest jądrem {\displaystyle \alpha .} Zatem wszystkie jądra morfizmu {\displaystyle \alpha } tworzą podobiekt obiektu {\displaystyle A,} który oznaczany jest przez {\displaystyle \mathrm {Ker} \,\alpha .}

### Własności jądra morfizmu
- Jeśli {\displaystyle \mu =\ker \alpha ,} to {\displaystyle \mu } jest monomorfizmem normalnym. Twierdzenie przeciwne nie jest prawdziwe.
- Jądrem morfizmu zerowego {\displaystyle 0\colon A\to B} jest morfizm jednostkowy {\displaystyle 1_{A}.}
- Jądro morfizmu jednostkowego istnieje wtedy i tylko wtedy, gdy w {\displaystyle {\mathfrak {K}}} istnieje obiekt zerowy.
- Nie w każdej kategorii z morfizmami zerowymi każdy morfizm ma jądro.
- W kategorii {\displaystyle {\mathfrak {K}}} z obiektem zerowym morfizm {\displaystyle \alpha \colon A\to B} posiada jądro wtedy i tylko wtedy, gdy w {\displaystyle {\mathfrak {K}}} istnieje kwadrat uniwersalny względem morfizmów {\displaystyle \alpha } i {\displaystyle 0\colon 0\to B.} Warunek ten jest spełniony w szczególności dla dowolnego morfizmu lokalnie małej lewostronnie kategorii z obiektem zerowym i koiloczynem.

## Kojądro morfizmu

Ilustracja definicji kojądra morfizmu

Niech {\displaystyle {\mathfrak {K}}} będzie kategorią z morfizmami zerowymi. Morfizm {\displaystyle \nu \colon B\to C} nazywa się kojądrem morfizmu {\displaystyle \alpha \colon A\to B,} jeśli:
- {\displaystyle \alpha \nu =0}
- dla każdego morfizmu {\displaystyle \varphi \colon B\to D,} takiego że {\displaystyle \varphi \alpha =0} istnieje taki, jednoznacznie wyznaczony, morfizm {\displaystyle \psi \colon C\to D,} że {\displaystyle \varphi =\psi \nu .}

Kojądro morfizmu {\displaystyle \alpha } oznacza się {\displaystyle \mathrm {coker} \,\alpha .}
Jeśli {\displaystyle \nu =\mathrm {coker} \,\alpha } i {\displaystyle \nu '=\mathrm {coker} \,\alpha ,} to istnieje jednoznacznie określony izomorfizm {\displaystyle \xi ,} że {\displaystyle \nu '=\xi \nu .}
Na odwrót, jeśli {\displaystyle \nu =\mathrm {coker} \,\alpha } i {\displaystyle \xi } jest izomorfizmem, to {\displaystyle \nu '=\xi \nu } jest kojądrem morfizmu {\displaystyle \alpha .} Zatem wszystkie kojądra morfizmu {\displaystyle \alpha } tworzą obiekt ilorazowy obiektu {\displaystyle B,} który oznacza się {\displaystyle \mathrm {Coker} \,\alpha .}
Pojęcie to jest dualne do pojęcia jądra morfizmu. W kategoriach przestrzeni wektorowych, grup, pierścieni i innych struktur algebraicznych opisuje największy obiekt ilorazowy obiektu {\displaystyle B} zerujący obraz homomorfizmu {\displaystyle \alpha \colon A\to B.}

### Własności kojądra morfizmu
- Jeśli {\displaystyle \nu =\mathrm {coker} \,\alpha ,} to {\displaystyle \nu } jest epimorfizmem konormalnym. Twierdzenie odwrotne nie jest na ogół prawdziwe.
- Kojądro morfizmu zerowego {\displaystyle 0\colon A\to B} jest równe {\displaystyle 1_{B}.}
- Kojądro morfizmu {\displaystyle 1_{A}} istnieje wtedy i tylko wtedy, gdy w {\displaystyle {\mathfrak {K}}} jest obiekt zerowy.

## Literatura dodatkowa
- Bucur I., Deleanu A.: Introduction to the Theory of Categories and Functors (tłum. ros.). Москва: Мир, 1972. Brak numerów stron w książce
- Gabriel P., Zisman M.: Calculus of Fractions and Homotopy Theory (tłum. ros.). Москва: Мир, 1971. Brak numerów stron w książce
- Zbigniew Semadeni, Antoni Wiweger: Wstęp do teorii kategorii i funktorów. Wyd. 2. Warszawa: Państwowe Wydawnictwo Naukowe, 1978, seria: Biblioteka Matematyczna. Tom 45. Brak numerów stron w książce